# クリーブランド・レベルズ
クリーブランド・レベルズ（Cleveland Rebels）は、かつてアメリカ合衆国オハイオ州クリーブランドに存在したプロバスケットボールチーム。
1946年、創設と同時にBAAに加盟。1946-47シーズンは30勝30敗でディビジョン3位となり、プレーオフ1回戦でニューヨーク・ニックスに1勝2敗で敗れ、このシーズン限りで解散した。所属選手にはエド・サドウスキー、フランク・バームホルツ、ケニー・セイラーズがいた。この後1970年にクリーブランド・キャバリアーズが加盟するまで23年間、クリーブランドにはNBAチームが存在しなかった。